# Staurophora margarethae
Staurophora margarethae är en fjärilsart som beskrevs av Franz Dannehl 1925. Staurophora margarethae ingår i släktet Staurophora och familjen nattflyn. Inga underarter finns listade i Catalogue of Life.